# 聖若亞敬

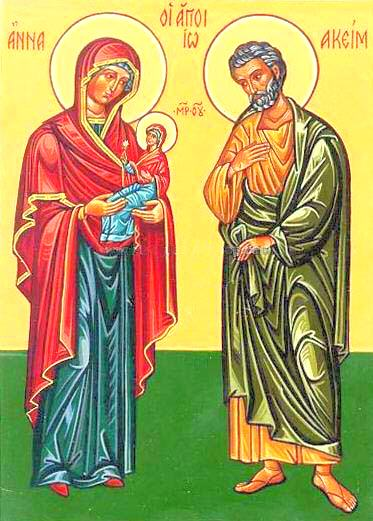
聖若亞敬畫像

聖若亞敬（希伯來語： Yəhôyāqîm，希臘語： Iōākeím），根据天主教、东正教和圣公会的传统，是聖亞納的丈夫、耶稣之母馬利亞的父亲。若亞敬和亞納的故事首次出现在《雅各福音书》，但并未在《圣经》中提及。他的瞻礼日为7月26日。